# Strada dei Giardini

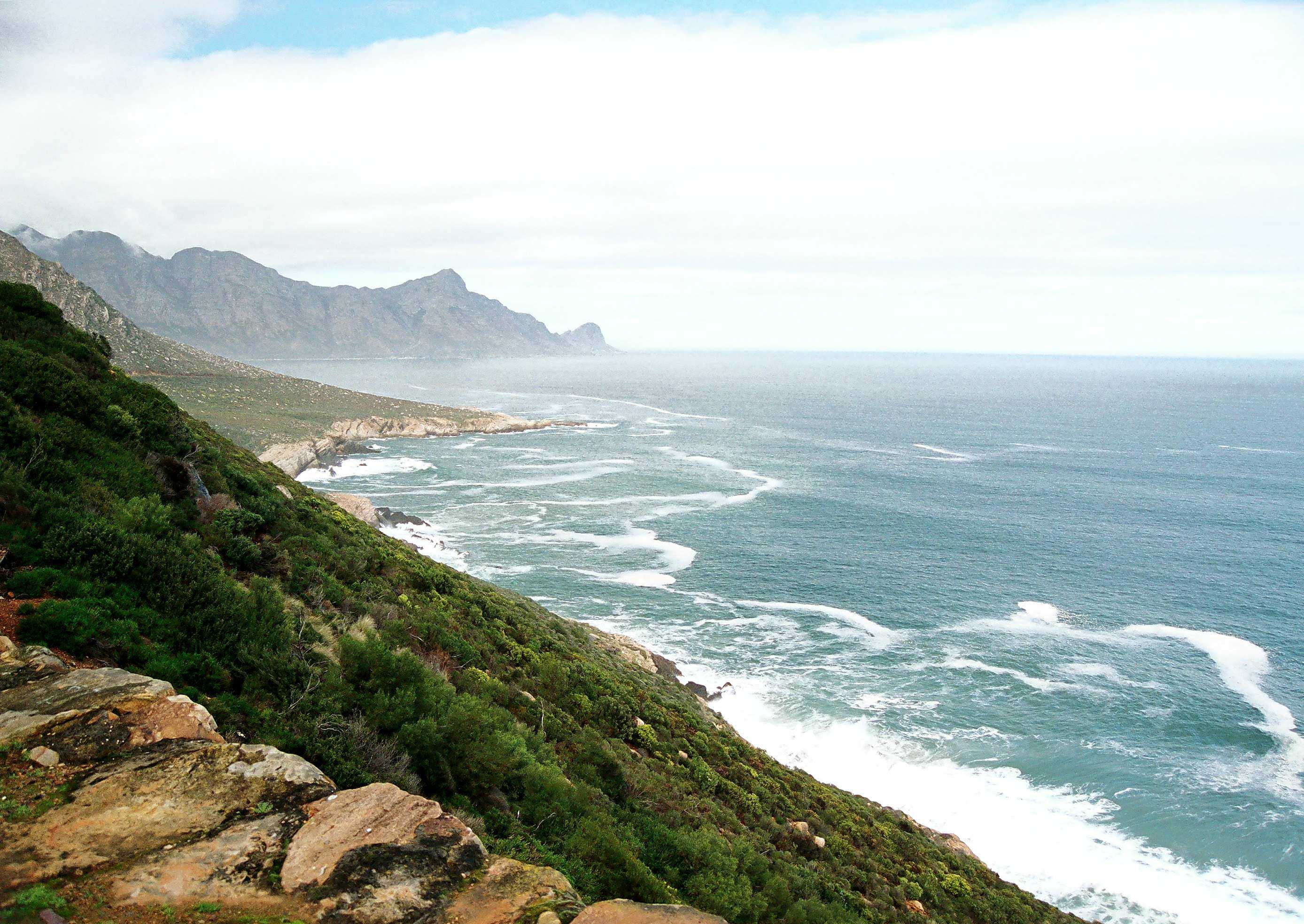
Panorama costiero dalla Garden Route

La Strada dei giardini (in afrikaans Tuinroete; in inglese Garden Route), è una celebre strada panoramica che percorre un tratto della costa meridionale del Sudafrica.

## Descrizione
Coincide con la superstrada N2, che va da Città del Capo a Port Elizabeth; in genere, tuttavia, per Garden Route non si intende l'intera N2 ma solo il tratto centrale. Non esiste comunque una definizione univoca, non essendo la Garden Route un'entità amministrativa. Molte fonti intendono per Garden Route il tratto di N2 che va da Hermanus (provincia del Capo Occidentale) fino a Port Elizabeth (provincia del Capo Orientale). Certamente, si considerano sulla Strada dei Giardini le città di Mossel Bay, George, Wilderness, Knysna e Plettenberg Bay.
La strada attraversa una regione con un mite clima mediterraneo, una delle più piovose del Sudafrica. Si snoda fra l'oceano Indiano e i monti Outeniqua e Tsitsikamma. Questi rilievi sono coperti da una vegetazione che unisce il fynbos e la foresta temperata, e sono molto apprezzati dagli amanti dell'escursionismo e di altre attività di turismo naturalistico come l'osservazione degli uccelli. Anche le acque dell'oceano sul lato sud della strada sono celebri per la loro vita marina: vi si trovano barriere coralline, delfini e otarie; ma soprattutto, la zona è nota per le balene che da luglio a dicembre visitano le numerose baie per partorire o allattare i piccoli.
La Garden Route rappresenta una delle mete turistiche più importanti del paese. Parallela a un tratto della strada (da George a Knysna), fino al 2010, correva il treno a vapore della ferrovia Outeniqua Choo Tjoe. Il 24 agosto del 2010 la compagnia Transnet è stata costretta ad annunciare la soppressione della linea ferroviaria per l'impossibilità economica di riparare i danni alla linea causati dalle forti piogge, dalle inondazioni e dagli smottamenti sempre più frequenti.